# Танака, Райдзо
Райдзо Танака (яп. 田中 頼三 Tanaka Raizō, 27 апреля 1892 — 9 июля 1969) — японский вице-адмирал, командовавший 2-й эскадрой эскадренных миноносцев Императорского флота Японии в годы Второй мировой войны. Участник сражения в Яванском море, битвы за Мидуэй, сражения у Восточных Соломоновых островов и боя у мыса Тассафаронга. По оценкам многих историков и военных экспертов — лучший адмирал тактического уровня Второй мировой войны.

## Детство и юность
Танака родился  27 апреля 1892 года в местности, которая на сегодняшний день является частью города Ямагути, префектура Ямагути. После окончания школы он поступил в Военную академию Императорского флота Японии, которую окончил в 1913 году 34-м из 118 выпускников 41-го выпуска, с получением младшего офицерского звания «мичман» (яп. 兵曹長 хэйсо:тё:).

## Карьера до Второй мировой войны
В чине мичмана он служил на «крейсерах Адзума» и «Ниссин», «линкоре Аки». После повышения до младшего лейтенанта флота (яп. 海軍少尉 кайгун сё:и) Танака продолжил службу на крейсере «Касаги» и новейшем на том момент линейном крейсере «Конго». С декабря 1916 года по декабрь 1917 года он прошёл обучение в торпедно-артиллерийской школе, что определило его карьеру на всю жизнь. После окончания школы он был назначен на эскадренные миноносцы «Хацусимо» и «Кусуноки», после чего служил торпедным офицером на линкоре «Катори». Пройдя углубленный курс торпедной школы с декабря 1919 года по декабрь 1920 года, Танака, в чине лейтенанта флота (яп. 海軍中尉 кайгун тю:и), прошёл службу старшим офицером на первой в японском флоте плавбазе ПЛ Карасаки», затем на крейсере «Ивате», на новейшем, на тот момент, эскадренном миноносце «Сиокадзе» и новом крейсере «Юра». Вероятно, его успехи в освоении торпедного оружия были так велики, что в декабре 1925 года его пригласили на должность инструктора в торпедную школу Императорского флота Японии. После года службы в школе он был переведён на два года на штабную работу, включая год в Куре — вторую по важности военно-морскую базу японского Императорского флота.
В 1930 году Танака, в звании капитан-лейтенанта (Lieutenant Commander) (яп. 海軍少佐 кайгун сё:са) получил под командование эскадренный миноносец «Татикадзе», и в 1931 году, после повышения до коммандера (яп. 海軍中佐 кайгун тю:са) — новейший эскадренный миноносец «Усио», типа Фубуки». За этими назначениями последовал очередной двухгодичный период штабной работы — с декабря 1932 года по декабрь 1936 года в штабе морского района Йокосука. С 1 декабря 1937 года по 15 декабря 1938 года капитан (яп. 海軍大佐 кайгун тайса) Танака командовал крейсером «Дзинцу».  С 15 декабря 1938 года по 15 ноября 1939 года служил начальником штаба пограничного района Мако, а с 15 ноября 1939 года по 15 декабря 1940 года командовал линкором «Конго», на котором начинал службу младшим лейтенантом.

## Карьера во время Второй мировой войны
26 сентября 1941 года капитан Танака Райдзо принял командование над 2-й эскадрой эскадренных миноносцев 2-го флота (Разведывательные силы) и поднял свой флаг на лёгком крейсере «Дзинцу», которым он командовал ранее. 15 октября 1941 года он был повышен в звании до контр-адмирала (яп. 海軍少将 кайгун сё:сё:). Под командованием Танаки 2-я эскадра в составе крейсера-лидера и восьми эсминцев принимала участие в захвате Филиппин, Голландской Ост-Индии, включая сражение в Яванском море, в котором его эсминцы сыграли существенную роль, обеспечивая прикрытие для основной ударной силы японской стороны — тяжёлых крейсеров, и производя торпедные залпы по кораблям соединения союзников.
21 мая 1942 года 2-я эскадра в составе флагманского крейсера и десяти эсминцев вышла из базы Куре для обеспечения прикрытия десантных сил, предназначенных для высадки на острове Мидуэй. Ввиду поражения Императорского флота в сражении за этот остров, высадка не состоялась, и эскадра под командованием Танаки вернулась через Гуам на базу Куре.
После начала боев за Гуадалканал с 7 августа 1942 года 2-я эскадра была немедленно переведена на главную ВМБ Императорского флота в Центральном Тихоокеанском регионе — атолл Трук. Они прибыли туда 16 августа, охраняя транспорты с войсками, предназначавшимися для контратаки на позиции морской пехоты США на острове Гуадалканал. 25 августа, во время сражения у Восточных Соломоновых островов, корабли 2-й эскадры и сопровождаемые ими войсковые транспорты были атакованы авиацией морской пехоты США с аэродрома Хендерсон-филд. Один транспорт — «Кинрю-Мару», и эскадренный миноносец «Муцуки» были уничтожены, причём последний — ударом 4 Б-17, а крейсер «Дзинцу» получил тяжёлые повреждения и потерял 24 членов экипажа, при этом сам Танака был оглушён и контужен. Он был вынужден перенести свой флаг на эсминец «Кагеро», отправить крейсер обратно на Трук и вернуть десантный конвой на базу японского Императорского флота на острове Шортленд.
Базируясь на остров Шортленд, Танака организовал снабжение японских войск, сражавшихся на острове Гуадалканал, используя скоростные возможности эскадренных миноносцев. Для этих целей 10 августа 1942 года было сформировано специальное подразделение Силы подкрепления (англ. Reinfocement Force), под командованием адмирала Танаки. В состав этих сил вошли корабли 2-й эскадры и другие приданные силы. Они выходили с закатом и за ночь успевали дойти до Гуадалканала, сбросить свой груз и вернуться обратно, избежав, тем самым, атак авиации морской пехоты США. Эти рейсы японские солдаты называли «Крысиная доставка» (яп. 鼠輸送 нэдзуми юсо:) а американцы более уважительно — «Токийский экспресс».

### Бой у мыса Тассафаронга
Ввиду того, что 17-я армия, действующая на острове Гуадалканал, имела серьёзные проблемы со снабжением и обеспечением, штаб 8-го флота решил использовать эскадренные миноносцы, имеющиеся в его распоряжении, для доставки снабжения. Эсминцы должны были принимать на борт бочки из-под масла или топлива, которые предварительно, по мере возможности, очищались и частично заполнялись медикаментами и продовольствием, чтобы иметь достаточную плавучесть, и связывались канатами. Эсминцы подходили к точке передачи снабжения у побережья Гуадалканала, сбрасывали бочки за борт, где их должны были подобрать пловцы или лодки. Планировалось, что эти бочки могли быть вытащены канатами на берег, и снабжение укрывалось под пологом джунглей. На 30 ноября 1942 года был запланирован первый из пяти рейсов по новой технологии, и сразу после полуночи 30 ноября восемь эсминцев, частично загруженных бочками со снабжением, во главе с «Наганами» под флагом контр-адмирала Танаки, покинули базу на Шортленде.
Танака не знал, что, пользуясь результатами радиоперехвата сообщения от 29 ноября со сроками прибытия рейса Сил подкрепления, переданного штабу 17-й армии на Гуадалканале, американский ВМФ готовил перехват силами TF67 под командованием контр-адмирала Карлтона Райта. В состав TF67 вошли тяжёлые крейсера «Миннеаполис», «Нью-Орлеан», «Пенсакола» и «Нортхэмптон», «лёгкий крейсер Гонолулу» и четыре эсминца («Флетчер», «Дрэйтон», «Мэури» и «Перкинс»). Формально TF67 имели безусловное преимущество в огневой мощи перед эсминцами Сил подкрепления. Но в отличие от Танаки, командовавшего 2-й эскадрой уже больше года, Райт принял командование TF67 за день до этого. В целом, американское соединение было менее сплаванным.
Ход сражения более подробно описан в основной статье, тут же следует отметить, что, несмотря на то, что японские корабли были обнаружены американцами с помощью радара до визуального контакта, японские корабли, благодаря более высокой выучке экипажей и повышенной готовности к ночным боям, смогли первыми изготовиться к бою, в то время как американские корабли, из-за принятого боевого построения — кильватерной колонны — не смогли реализовать огневое преимущество. Основной целью американских крейсеров оказался единственный дозорный эсминец «Таканами», в то время как остальные корабли Сил подкрепления не получали никаких повреждений. Соответственно, они смогли нанести ответный торпедный залп из 44 торпед, поразивший четыре американских крейсера. Один из них, «Нортхэмптон», позже был покинут экипажем, прекратившим борьбу за живучесть, и затонул, три других надолго были выведены из строя. Ни один из кораблей японской эскадры, кроме затонувшего «Таканами», не получил повреждений.
Бесспорно, что своим успехом японское соединение обязано тактическому гению адмирала Танаки, принявшему верные решения в скоротечном ночном бою (38 минут с момента первого радарного контакта до команды Танаки на выход из боя), и выучке командиров и экипажей эсминцев, что, в конечном счете, тоже заслуга старшего командующего офицера — адмирала Танаки.
Бой у мыса Тассафаронга оказался третьим после нападения на Пёрл-Харбор и боя у острова Саво по потерям американского флота.

### Завершение карьеры
Несмотря на поражение в бою, американцы, тем не менее, помешали Танаке доставить жизненно необходимое продовольствие на Гуадалканал, хотя и дорогой ценой. Второй японский конвой с продовольствием из 10 эсминцев под командованием Танаки 3 декабря успешно доставил 1500 бочек с провизией к Тассафаронге, но американские самолёты уничтожили все, кроме 310 из них, на следующий день после выгрузки. 7 декабря третий конвой из 12 эсминцев был вынужден развернуться и уйти после атаки американских торпедных катеров у мыса Эсперанс. Следующей ночью два американских торпедных катера торпедировали и потопили японскую подводную лодку I-3, которая пыталась доставить продовольствие на Гуадалканал. Только 4 члена экипажа I-3 покинули тонущую лодку и были спасены японскими солдатами на берегу. Столкнувшись с существенными трудностями в доставке продовольствия на остров, японский флот 8 декабря информировал Имамуру о немедленном прекращении всех доставок грузов на Гуадалканал эсминцами. После протестов Имамуры флот согласился на ещё один рейс к острову. Танака отметил, что причиной, по которой 1500 бочек не были вытащены на берег немедленно после выгрузки с эсминцев, стал «недостаток людей на берегу, могущих тащить канаты, физическое истощение тех, кто мог это делать, и фактически многие канаты рвались, когда бочки цеплялись за препятствия в воде».
Последняя попытка доставить продовольствие на Гуадалканал эсминцами в 1942 году была организована Танакой в ночь на 11 декабря, конвоем из 11 эсминцев. Пять торпедных катеров встретили Танаку у Гуадалканала и торпедировали флагманский корабль «Тэрудзуки», серьёзно повредив эсминец и ранив Танаку. После этого Танака перешёл на «Наганами», а «Тэрудзуки» был оставлен. Только 220 из 1200 бочек, выгруженных той ночью, были вытащены японскими солдатами на берег.
Впоследствии, 29 декабря 1942 года, Танака был отстранён от командования и переведён в Японию. Он был переведён на береговую службу в Сингапур, а потом далее в Бирму, где и находился до конца войны. Тем не менее, 15 октября 1944 года он получил звание вице-адмирала (яп. 海軍中将 кайгун тё:сё). Несмотря на то, что командование Императорского флота не оценило действия адмирала Танака и фактически наказало его, этот перевод, скорее всего, спас ему жизнь.
Танака ушёл из военно-морского флота 26 июня 1946 года и умер 9 июля 1969 года в возрасте 77 лет.